# Yurécuaro, Yurécuaro
Yurécuaro är en kommunhuvudort i Mexiko.   Den ligger i kommunen Yurécuaro och delstaten Michoacán de Ocampo, i den centrala delen av landet, 300 km väster om huvudstaden Mexico City. Yurécuaro ligger 1 584 meter över havet och antalet invånare är 23 843.
Terrängen runt Yurécuaro är platt åt sydväst, men åt nordost är den kuperad. Runt Yurécuaro är det ganska tätbefolkat, med 120 invånare per kvadratkilometer. Yurécuaro är det största samhället i trakten. Omgivningarna runt Yurécuaro är en mosaik av jordbruksmark och naturlig växtlighet.